# Ängsbacka (naturreservat)
Ängsbacka är ett naturreservat i Umeå kommun i Västerbottens län.
Området är naturskyddat sedan 2007 och är 90 hektar stort. Reservatet ligger väster om stranden vid Umeälvens utlopp. Reservatet består av nedlagd jordbruksmark som nu är bevuxen med lövträd och något parti av gran.